# Smista allé

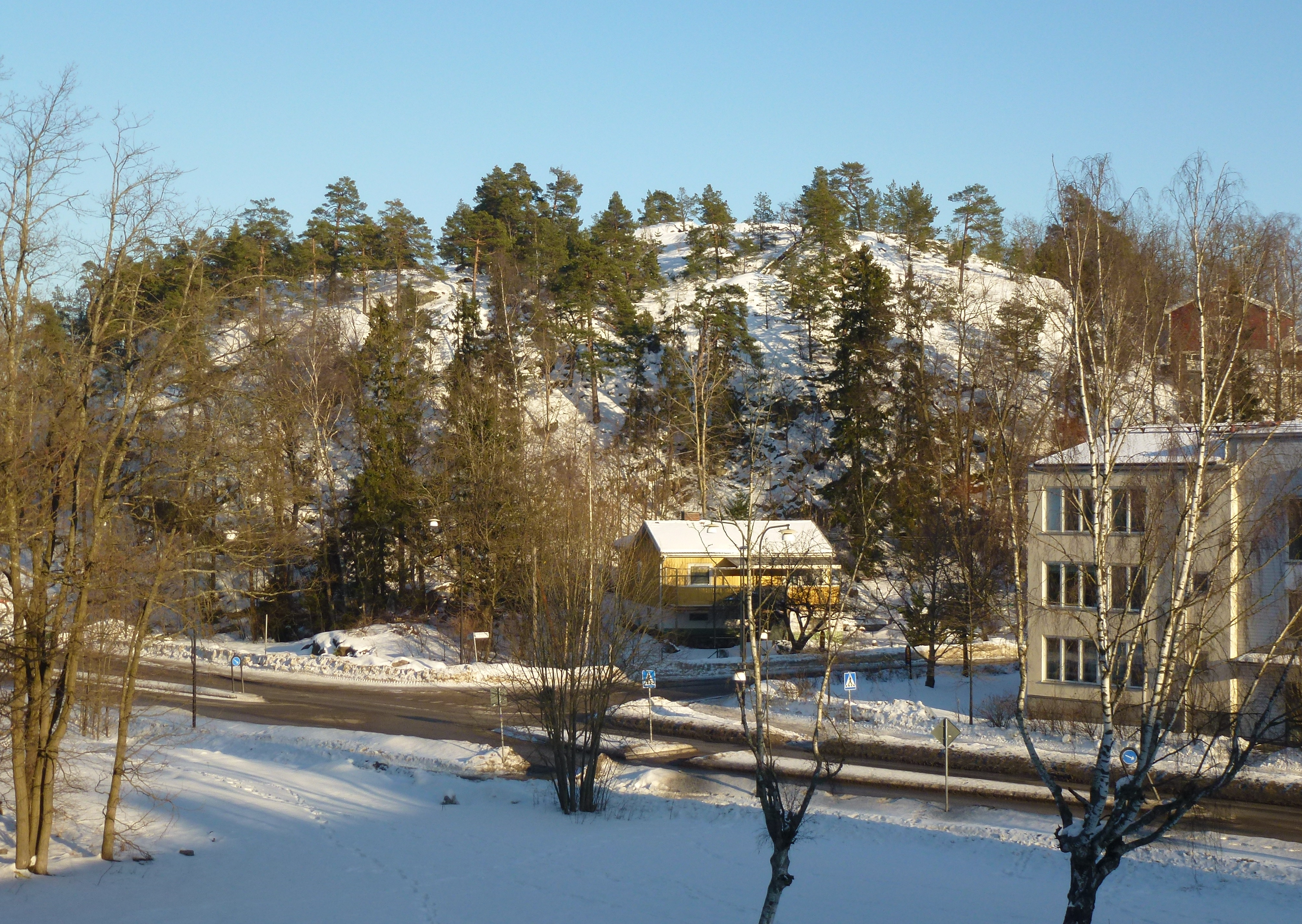
Smista allé med Skansberget i bakgrunden, februari 2013.

Smista allé är en lokalgata i kommundelen Segeltorp i Huddinge kommun. Smista allé är känd för att många bilföretag etablerade sig i industriområdet Smista park som ligger längs med gatans båda sidor. Vid Smista allé finns även Skansberget i Segeltorp.

## Sträckning
Smista allé sträcker sig från Häradsvägen i nordost till Gamla Södertäljevägen vid Kungens kurva i sydväst och går parallellt med och söder om motorvägen E4/E20. Från Smista allé leder Smistabron, en gång- och cykelbro, över motorvägen till Sätra i Stockholms kommun.

## Historik

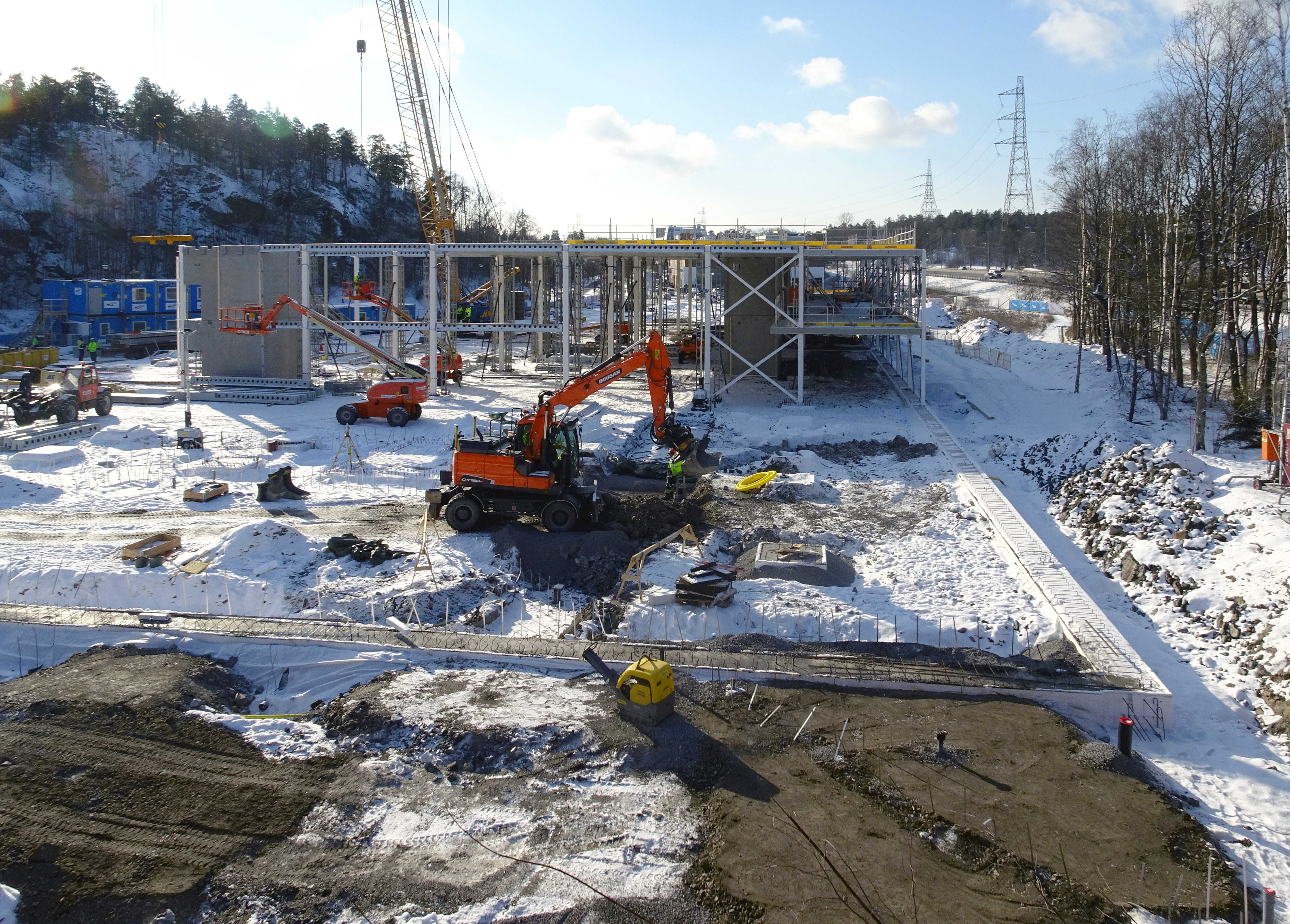
Byggarbeten för Castellums nya bilhall, februari 2018. Smista allé går till vänster.

År 1988 föreslogs i ”Fördjupad översiktsplan för Sista-Juringe” en ny gata parallellt med E4/E20 och en företagspark, kallad Smista park, närmast motorvägen. Den nya bebyggelsen i Smista park skulle få ”bra skyltläge” mot motorvägen och samtidigt fungerar som bullerskärm för den befintliga äldre bebyggelsen i norra Segeltorp. Den nya gatan fick namnet Smista allé som började anläggas i slutet av 1990-talet. Namnet härrör från Smista gård som låg på platsen för nuvarande Skärholmens centrum.
I kvarteret Myren (hörnet Smista allé / Häradsvägen) fanns redan Postens Segeltorpsterminalen, och Bilia med försäljning, verkstad och bensinstation uppförda på 1980- respektive 1990-talen. Under 2000-talets första decennium följde sedan längs hela Smista allé bebyggelse med kontor och lätt industri, huvudsakligen för olika bilföretag. Här ligger idag återförsäljare för bland annat BMW, Audi, Porsche, Mercedes-Benz, Ford, Fiat, Mitsubishi, Lexus, Opel, Land Rover och Volkswagen. 
Tidigare fanns Mekonomens huvudkontor vid Smista allé. Byggnaden köptes 2016 av Hedin bil som lät bygga till och börjades sälja Fordbilar. Även Saab såldes vid Smista allé. Efter Saabs konkurs 2012 övertogs anläggningen av Hedin bil. Ett antal bilrelaterade företag har sökt sig hit, som sysslar med bilbesiktning, bilglas och biltvätt. Det senaste tillskottet och ett av de sista är en stor bilhall i kvarteret Spejaren som byggdes av NCC för Castellum och stod inflyttningsklar i maj / juni 2019. Hallen omfattar drygt 25 000 m² och består av fyra våningar. Två våningar användas till bilförsäljning för och kontor och två våningar är garage och uppställningsplats för bilar. På grund av anhopningen av så många bilföretag på ett ställe kallas området ibland för ”bilklustret Smista allé”.

## Bilder

Bilföretag vid Smista allé (urval)
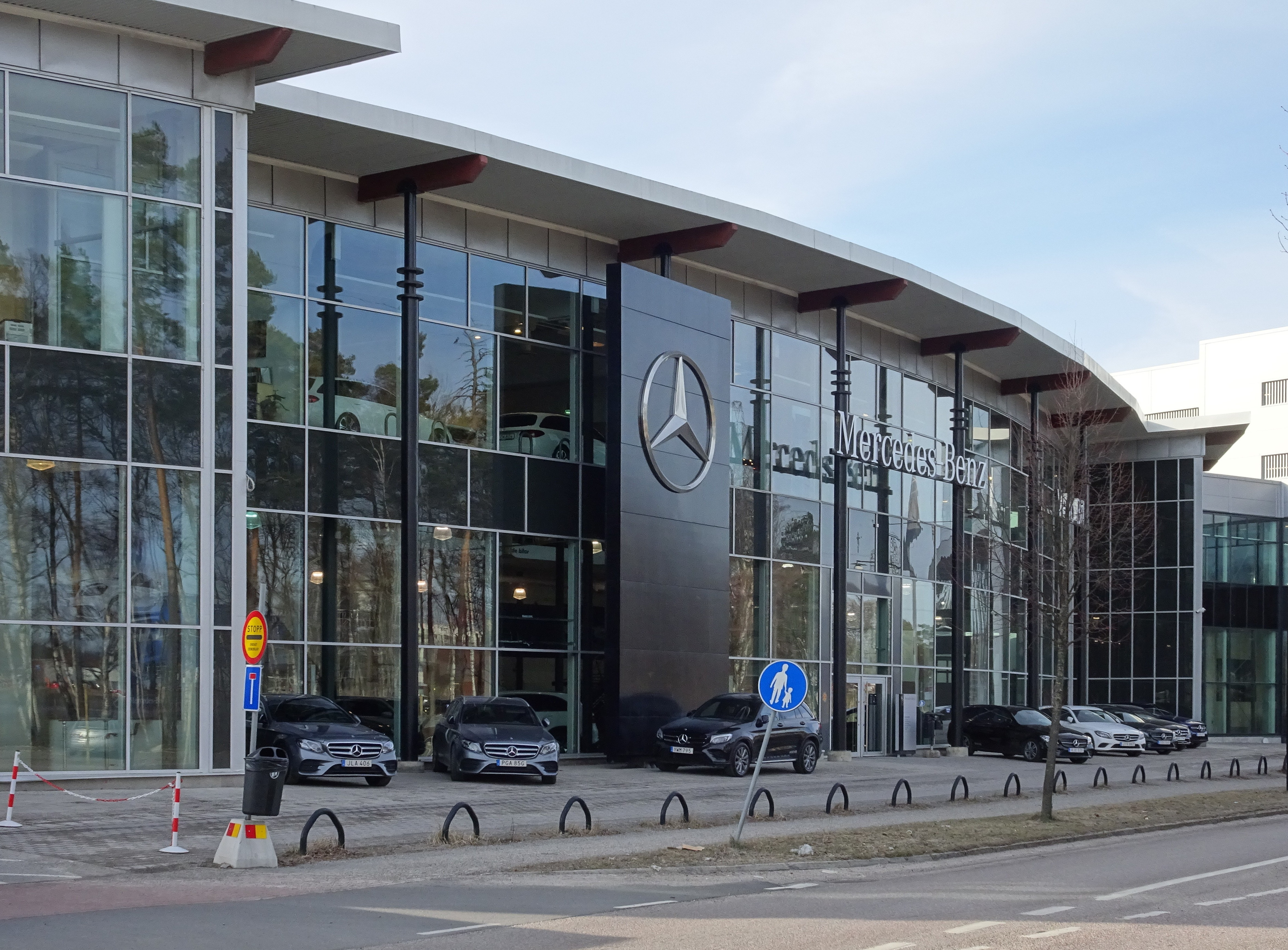
Mercedes-Benz.
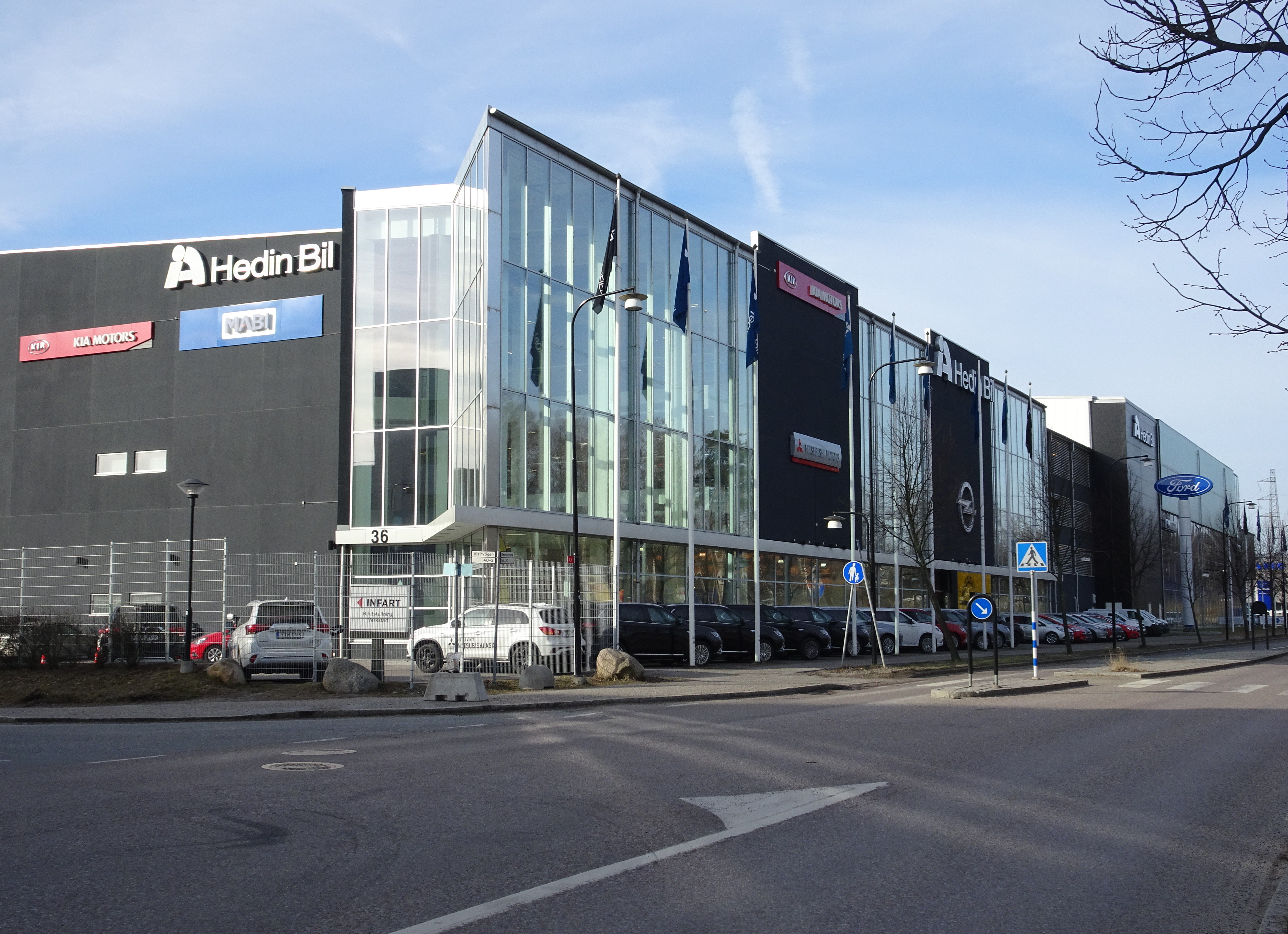
Hedin bil.
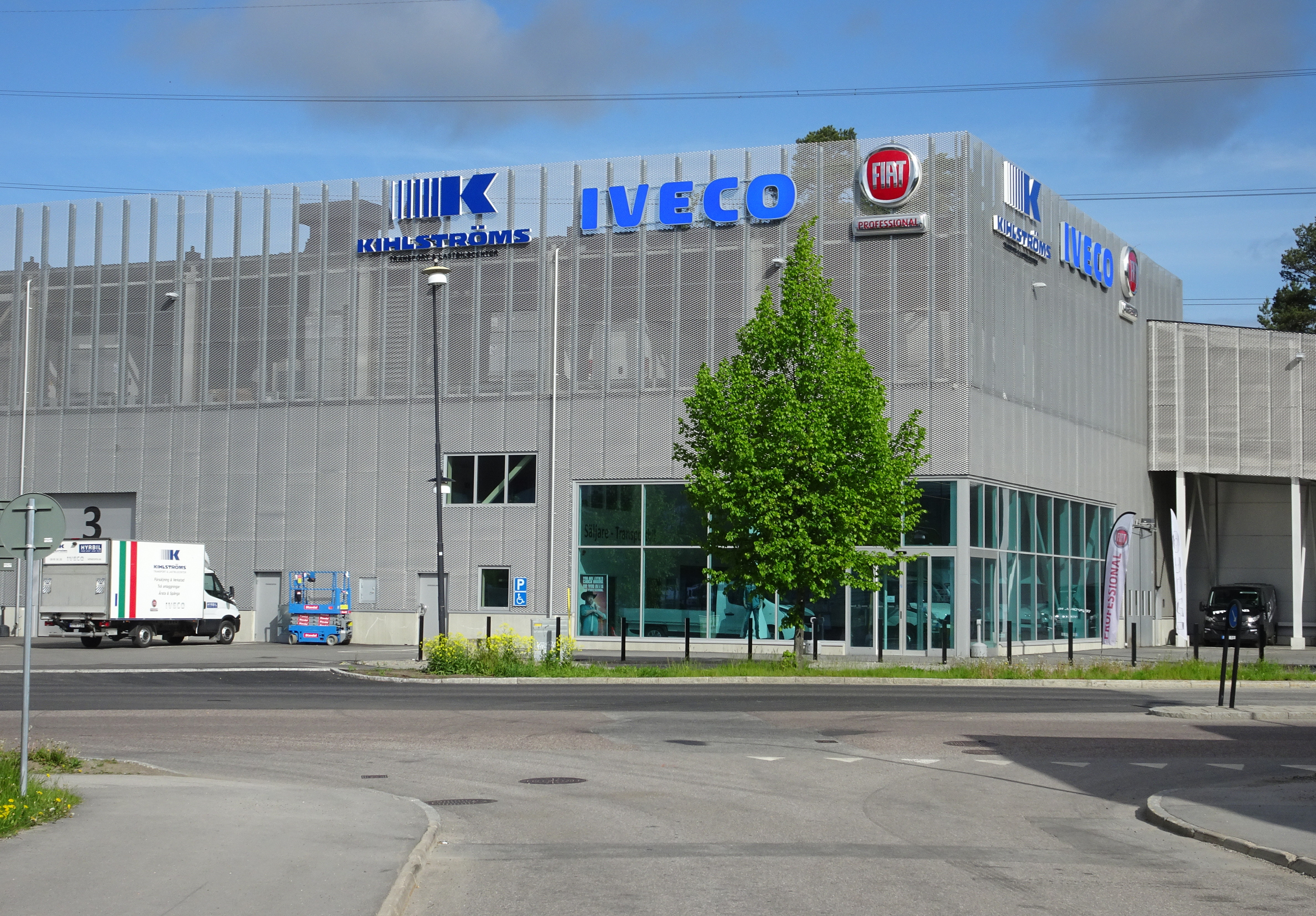
Iveco och Fiat.
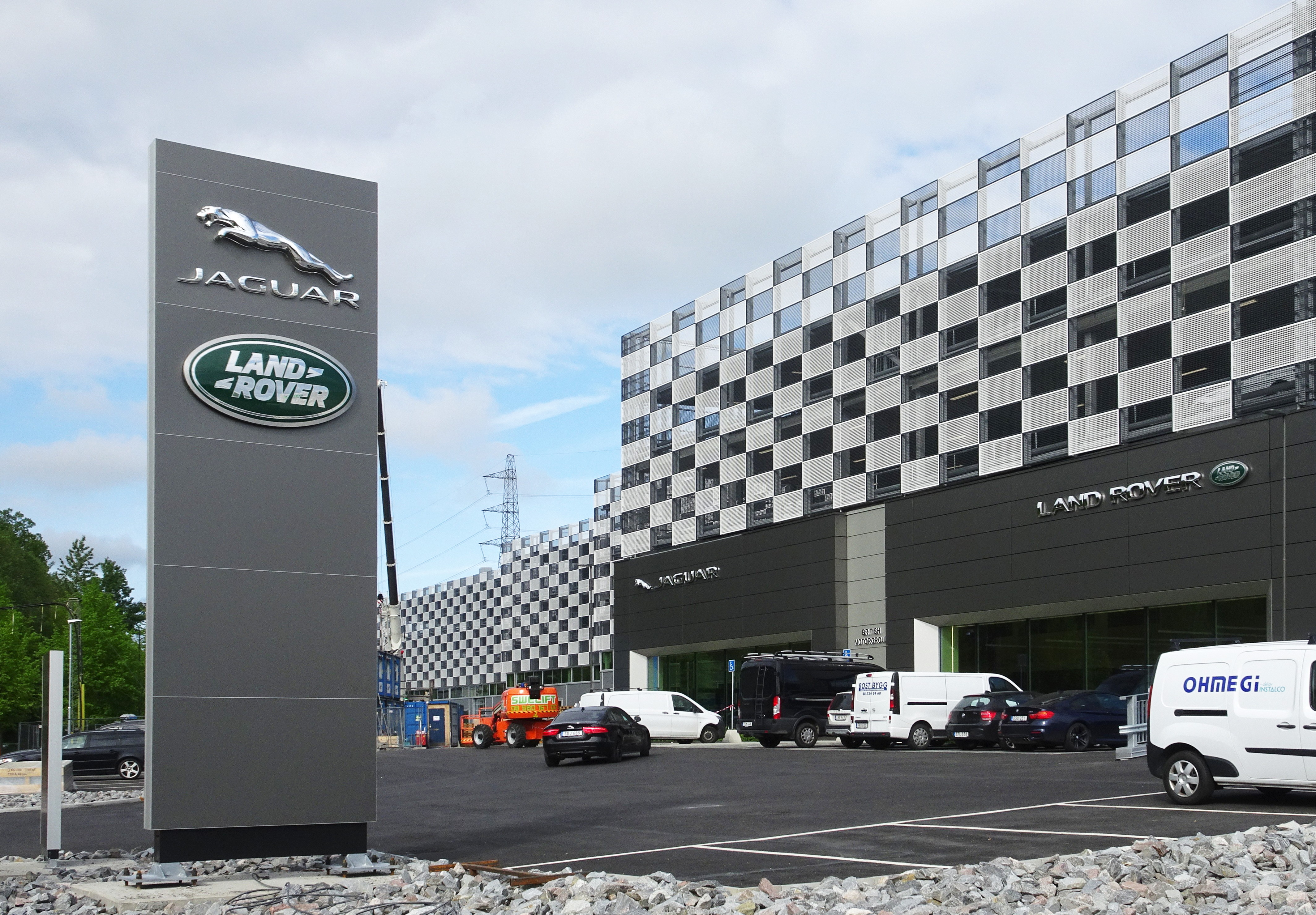
Castellums bilhall.
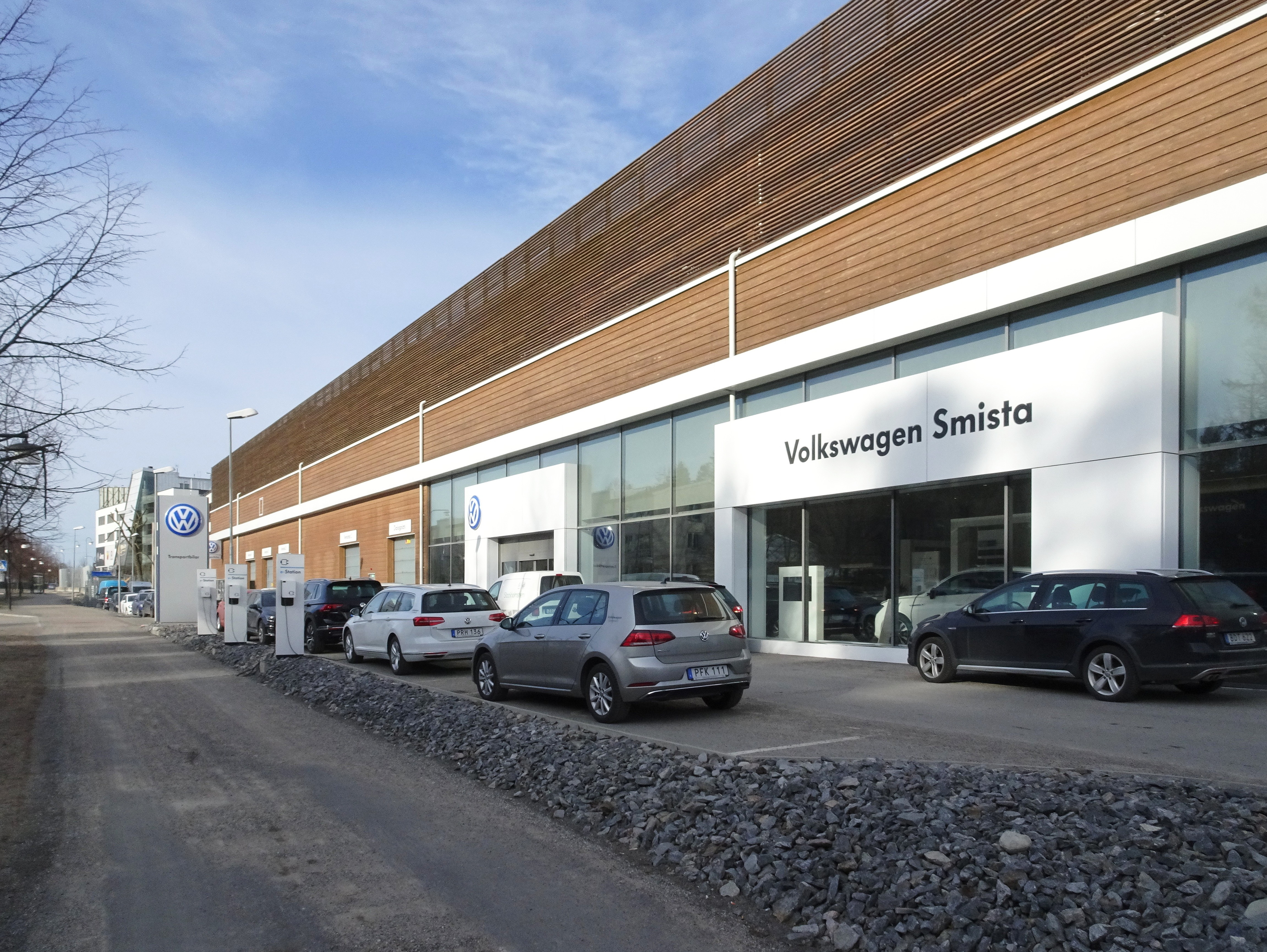
Volkswagen.